# Palazzo del Podestà (Bologna)
Il palazzo del Podestà (Palâz dal Pudstè in bolognese) a Bologna si affaccia su piazza Maggiore, nel pieno centro della città, assieme al Palazzo Comunale e alla basilica di San Petronio.

## Storia
Il palazzo del Podestà venne eretto nel 1200 circa, insieme a Piazza Maggiore come edificio per svolgere le funzioni pubbliche e quindi sede del podestà e i suoi funzionari. L'assetto attuale è molto differente dall'originario anche perché il Palazzo Re Enzo fu costruito successivamente, tra il 1244 il 1246.
Si tratta di un grande complesso architettonico attraversato da due strade che si incrociano sotto il Voltone del Podestà, sopra il quale si erge la cosiddetta torre dell'Arengo, torre quadrangolare in cotto realizzata da Alberto di S. Pietro nel 1259 in sostituzione dell'originaria struttura lignea risalente al 1212, la cui campana richiamava il popolo in caso di eventi straordinari.
Nel 1453 Aristotile Fioravanti collocò l'attuale campana (detta il campanazzo) e rinnovò la facciata romanica con uno stile rinascimentale per volere di Giovanni II Bentivoglio, seppure non terminando mai la realizzazione a causa della cacciata della famiglia Bentivoglio dalla città.
Il grande Salone del Podestà al piano nobile, un tempo aula di giustizia, venne utilizzato dal 1581 al 1767 come Teatro Pubblico (dove, nel 1616, andò in scena la seconda versione dell'Euridice) e, in seguito, come campo di gioco del pallone. Venne affrescato completamente da Adolfo De Carolis agli inizi del XX secolo con "I Fasti della Città di Bologna" in stile michelangiolesco. Il ciclo pittorico vuole illustrare i protagonisti e gli episodi più importanti della città, dalla fondazione da parte degli etruschi, l'arrivo dei romani, l'Università e il libero Comune con la cattura di re Enzo (fra cui un affresco intitolato Abolizione della servitù in ricordo degli avvenimenti del 1256 e del Liber Paradisus). Gli affreschi del soffitto furono staccati dopo la seconda guerra mondiale per essere restaurati e purtroppo non furono più ricollocati in sito.
La parte inferiore del palazzo è decorata con centinaia di formelle con motivo floreale, tutte diverse tra di loro. Il palazzo del Podestà fu affiancato da Palazzo Re Enzo nel 1245, dopo soli 40 anni, in quanto si rivelò inadeguato ad ospitare la massiccia partecipazione popolare al governo della città.
Tra il Palazzo del Podestà e il Palazzo Re Enzo si trova il Voltone del Podestà, una volta a crociera sostenuta agli angoli da quattro pilastri sormontati da altrettante statue in terracotta rappresentanti i santi protettori della città, san Petronio, san Procolo, san Domenico e san Francesco, tutte realizzate da Alfonso Lombardi nel 1525. Il Voltone del Podestà era noto anticamente come luogo in cui venivano eseguite le impiccagioni, chiaramente visibili dal lato della Piazza Maggiore come monito per il popolo; si possono ancora notare le travi a cui venivano fissate le funi. Curiosa la peculiarità dell'acustica del Voltone: infatti se si parla a bassa voce rivolti contro uno dei quattro angoli del Voltone, chi sta in uno degli altri angoli opposti, sempre rivolto verso il muro, può sentire chiaramente quanto sussurrato.
Tra Palazzo Re Enzo e Palazzo del Podestà è possibile vedere una residenza, che si appoggiava sui due edifici storici e che è stata comprata nel 1924 dal Comune di Bologna, con l'intenzione di espandere gli spazi dei due edifici storici. Guardando da Via Rizzoli il blocco costituito da Palazzo Re Enzo e Palazzo del Podestà è possibile vedere una antica torre, la Torre Lambertini.

## Torre dell'Arengo
La torre dell'Arengo è il campanile civico della città di Bologna ed è alta 47 m. Situata sul Voltone, non ha la solidità delle strutture coeve, che venivano edificate anche a scopo difensivo, ma rappresenta un caso unico nel panorama bolognese.
La costruzione risale al XIII secolo, ma l'aspetto attuale è frutto di diverse ricostruzioni e opere di consolidamento avvenute nei secoli successivi.
La grande campana di bronzo, detta anche Campanazzo, è stata realizzata nel 1453 da Aristotele Fioravanti; da allora i rintocchi della campana hanno scandito la vita pubblica della città e chiamato a raccolta la popolazione in caso di guerra. Il campanazzo ha suonato anche il 25 luglio 1943 per festeggiare la caduta del Fascismo, e il 21 aprile 1945 per segnare la liberazione della città e la fine della guerra. Ogni anno, il 21 aprile alle ore 10 in punto, il campanazzo rintocca per ricordare questo importante evento , oltre ad altre occasioni eccezionali. Sulla Torre, di fianco al Campanazzo, si trova anche un'altra campana, molto più piccola, fusa nel 1653 e alla quale venne dato il nome di "Cavaliera". Entrambe le campane sono fisse all'intelaiatura di sostegno e possono essere suonate solo mediante la percussione dei relativi battagli interni, il che viene effettuato da parte di personale addetto nelle occasioni sopracitate.

## Galleria d'immagini

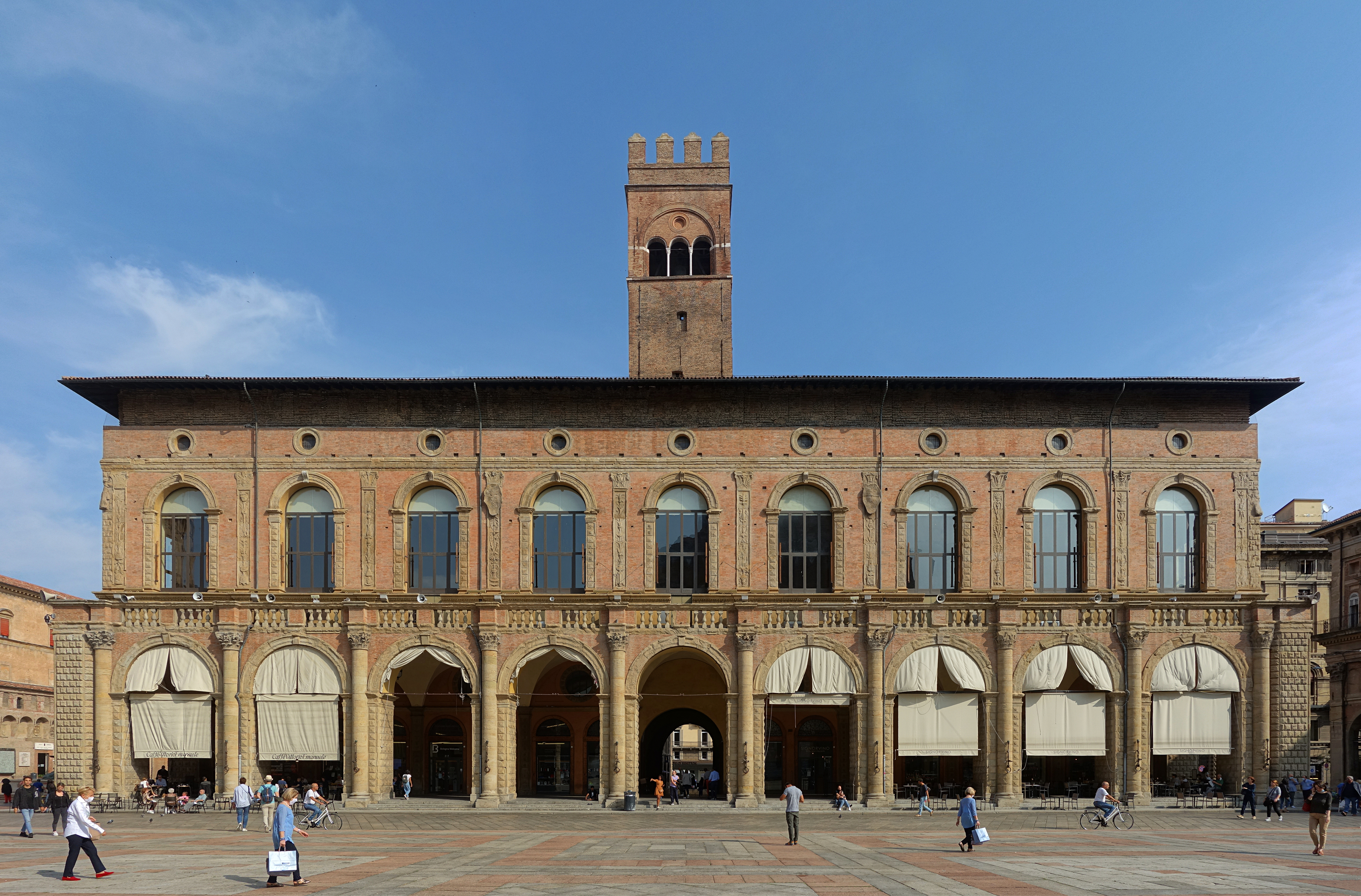
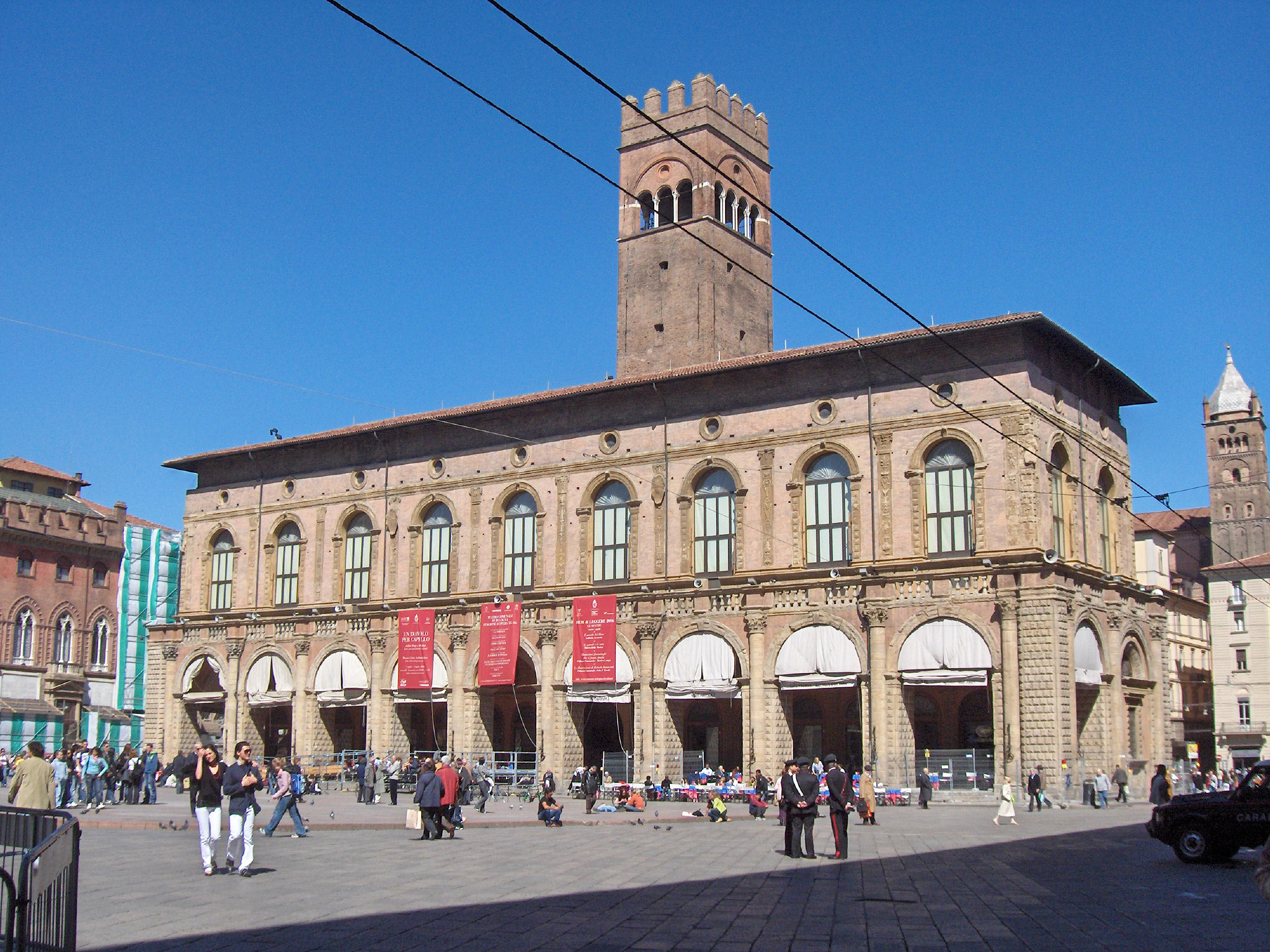
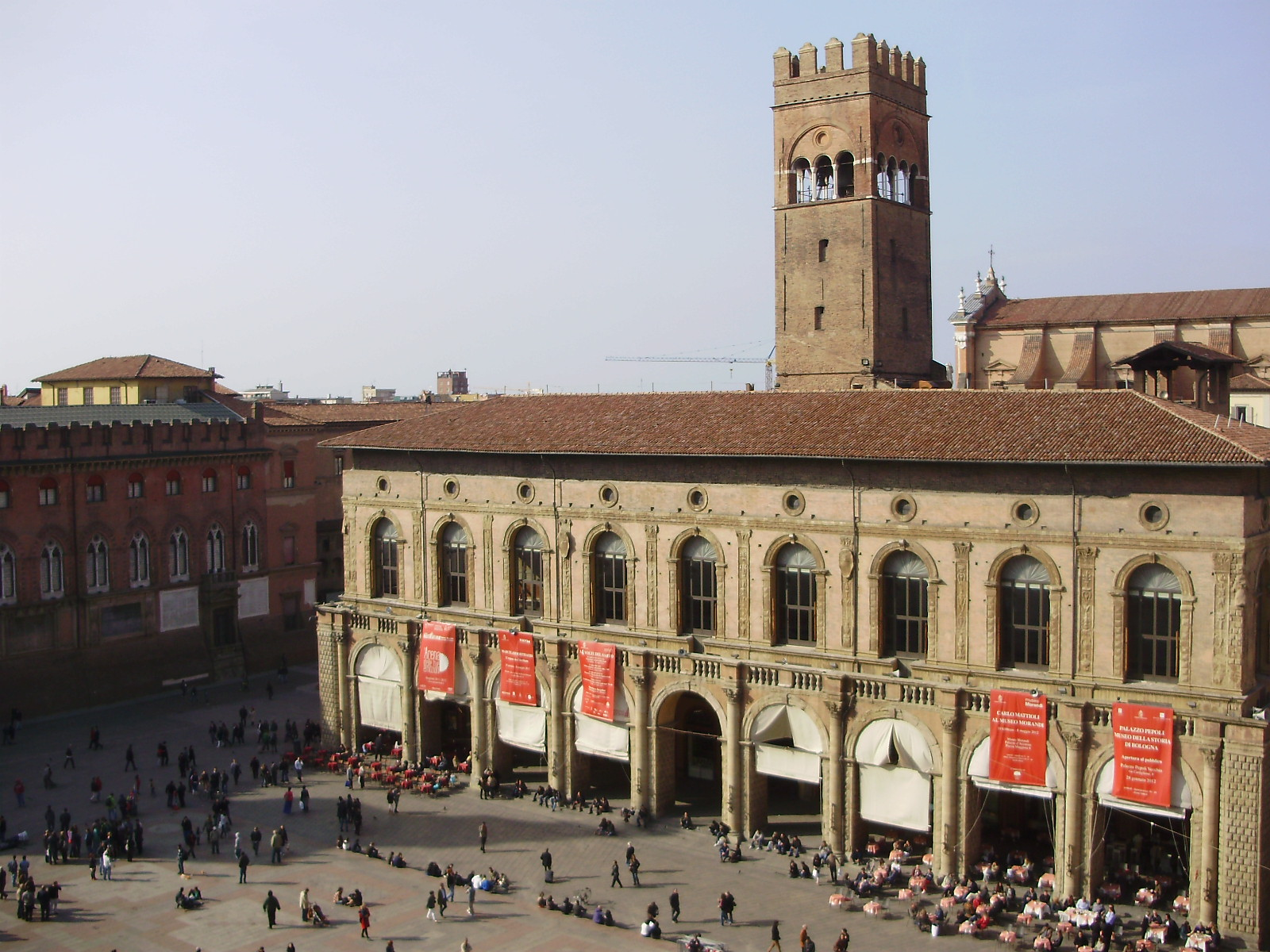
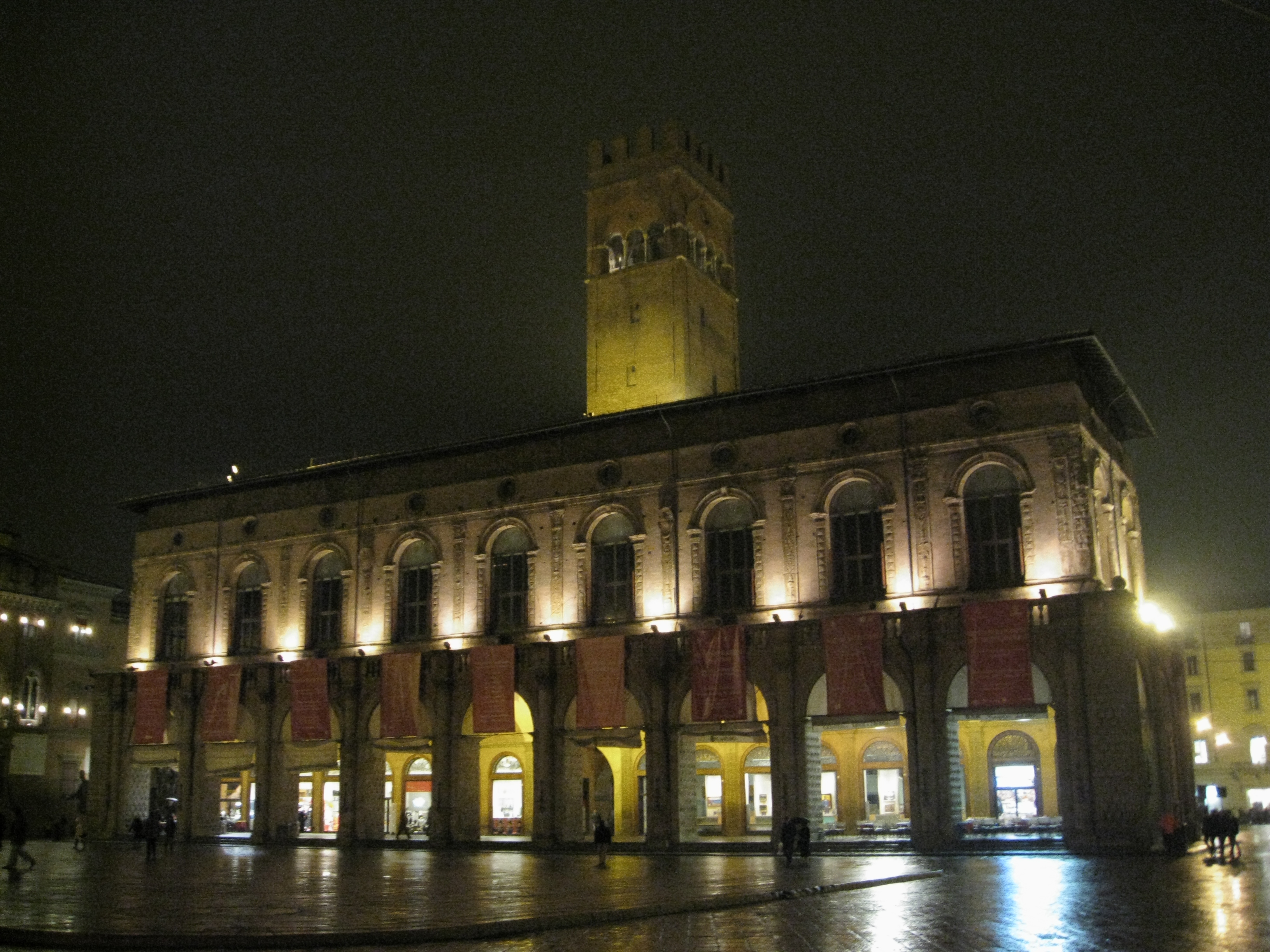